# روز جهانی ایموجی
روز جهانی ایموجی یک مناسبت غیررسمی است که در تاریخ ۱۷ ژوئیه جشن گرفته می‌شود. این روز به عنوان «جشن جهانی ایموجی» تلقی می‌شود و با رویدادهای مرتبط و تولید محصولاتی جشن گرفته می‌شود. این مناسبت که به‌طور سالانه و از سال ۲۰۱۴ جشن گرفته می‌شود، به گزارش ان بی سی در ۱۷ ژوئیه ۲۰۱۵ در اوج ترندهای توییتر بود.

## تاریخچه
این تاریخ در ابتدا به روزی اشاره داشت که برنامه تقویم اپل  آن را در سال ۲۰۰۲ به نمایش گذاشت. روز ۱۷ جولای در نسخه ایموجی رنگی گوگل (Apple Color Emoji)  از شکلک تقویم (📅) برای نمایش یک تخم مرغ عید پاک استفاده شد.
بر اساس گزارش سی‌ان‌بی‌سی بنیانگذار ایموجی پدیا (Emojipedia) این شکلک ها را در سال ۲۰۱۴ بوجود آورده است و روز جهانی ایموجی زاده فکر "جرمی برج"  است.